# Conehatta
Conehatta – jednostka osadnicza w Stanach Zjednoczonych, w stanie Missisipi, w hrabstwie Newton.